# Jamu Mare
Jamu Mare je obec v župě Timiș v Rumunsku. Žije zde přibližně 2 700 obyvatel. Součástí obce jsou i čtyři okolní vesnice. Obec leží u hranic Rumunska se Srbskem.

## Části obce
- Jamu Mare – 1 355 obyvatel
- Clopodia – 614 obyvatel
- Ferendia – 351 obyvatel
- Gherman – 217 obyvatel
- Lățunaș – 211 obyvatel